# Macska-jaj
A Macska-jaj (szerbül: Crna mačka, beli mačor – magyarul: Fekete macska, fehér kandúr) 1997-ben készült romantikus filmszatíra, melynek rendezője Emir Kusturica. A filmet 1998-ban a Velencei Filmfesztiválon mutatták be, ahol elnyerte a legjobb rendezésnek járó Ezüst Oroszlán díját.

## Történet
|  | Alább a cselekmény részletei következnek! |

A film elején jól fellelhető az igazi balkáni hangulat, az, hogy milyen volt a 90-es években a bolgár és szerb határ vonzáskörzete: benzinhiány, csencselés, háborúk közti állapot, a jugoszláv fizetőeszköz helyett mindenki német márkával üzletel. Matko Destanov egy roma csempész. 17 éves kamasz fiával, Zaréval élnek egy rozoga házban a Duna partján, Kelet-Szerbiában a bolgár határ mellett. Az apának támad egy ötlete, átcsempész a bolgár határon egy 20 (a film elején kiderül, mikor a motoros tolókocsin Grga nagybácsival beszél, közben locsolja a virágokat) vagonból álló tehervonatot, amelyben benzin van, ám de nincs pénze. Kölcsönhöz folyamodik a helyi keresztapához, Grga Pitric-hez, akinek öreg barátja Zarije Destanov Matko apja, Zare nagyapja. Matko szövetkezik a gazdag Dadannal, aki drogbáró. Ő mesés vagyonra tett szert, azonban állandóan drog hatása alatt áll, ezért kiszámíthatatlan és agresszív.
A bolgár határnál lévő vasútállomáson Dadan drogot kever az italába. Matko az egész estét végigalussza, másnap Dadan és emberei leszedik a vonatról, Dadan betakarítja a pénzt, és úgy tesz, mint ha nem is látta volna a vonatot. Matko még aznap este tárgyal Dadannal, és abban állapodnak meg, hogy Zarét összeadják Afrodite Karambolóval, Dadan törpe növésű húgával. De a fiú már kinézett magának egy lányt, Idát. Roma származású nagymamájával, Skujával van egy kocsmájuk, és ott segít a lány.  A fiú ott pillantja meg a lányt, és szerelmes lesz belé, de Matko és Dadan nem ezt akarja, hanem összeadni Afroditét és Zarét, mert az esküvő mögött pénz áll. Eljött az esküvő hajnala. Matko házánál készülődik mindenki a nagy napra. Ida és Skuja az ételről gondoskodik. Ida nagyon sír, mert szereti a fiút. Zare és nagyapja Zarije beszélget: a fiú nagyon nem akarja a házasságot. Zarije harmonikán játszik, kitömi annak belsejét pénzzel, ami a murvaőrlőjéből származik, ugyanis azt eladta. Egy ősi cigány varázsigét mormol, amitől tetszhalott lesz, mindenki azt hiszi, hogy meghalt, ezért Matko felviszi a padlásra, és jégtömböket rak rá.
Elkezdődik az esküvő, összeadják a fiatal párt, ám ezt egyikük sem akarja, ezért Dadan emberei összeláncolják őket a lábuknál egy kalodaszerűséggel, és csak akkor oldozza el őket, amikor kezdődik a lakodalom. Afrodité meg akar szökni, ezért a fiú kitalálja, hogy szökjön meg a lány: a ház alatt egy csapóajtó van, azon keresztül eljut a lány a csónakokhoz, és megszökik. Dadan testőre észreveszi, és riadót fúj. Dadan nagyon kiborul, éppen gránátokkal zsonglőrködik, amikor megtudja a rossz hírt, a násznép közé dobálja a gránátot, de senki nem sérül meg. Dadan felpofozza Zarét és Idát. Matko észreveszi a szökni próbáló pici lányt. Mindenki hajtóvadászatba kezd, a lány befut az erdőbe, ahol találkozik Grga bácsi unokájával, aki észreveszi a lányt, és beleszeret. Megvédi Dadantól, és  megegyeznek. Összeházasodik mindenki. Zare bosszút áll Dadanon, kettévágja a kerti vécét, és beleesik Dadan. Grga unokája Afroditéval, Zare Idával házasodik össze.
Zare és Ida elkötnek egy motorcsónakot, ahol kimondják a boldogító igent. A fekete és a fehér macska a tanú. Felszállnak egy hajóra útban Bulgária felé a harmonikával együtt. A film végén Graga és Zarije beszélget, Matko éppen Dadant mossa a kerti slaggal, és ekkor mondja Grga "This is the beginning of a beautiful friendship." (Ez egy gyönyörű barátság kezdete.), ez a mondat a Casablanca című filmben hangzik el.
|  | Itt a vége a cselekmény részletezésének! |

## Szereplők
| Szereplő | Eredeti hang     | Magyar hang                             |
| --- | ---------------- | --------------------------------------- |
| Matko Destanov | Bajram Severdzan | Szacsvay László                         |
| Zare Destanov | Florijan Ajdini  | Kaszás Gergő                            |
| Dadan Karambolo | Srđan Todorović  | Dörner György                           |
| Ida | Branka Katić     | Majsai-Nyilas Tünde                     |
| Grga Pitić | Sabri Sulejmani  | Bodrogi Gyula                           |
| Zarije Destanov | Zabit Memedov    | Zenthe Ferenc                           |
| Sujka | Ljubica Adžović  | Tábori Nóra                             |
| Afrodita Karambolo (más néven Katicabogár)                                                                                                | Salija Ibraimova | Murányi Tünde                           |
| Testőr |                  | Kamarás Iván                            |
| Grga Veliki | Jasar Destani    | Bicskey Lukács                          |
| I. Anyakönyvvezető | Predrag Laković  | Verebély Iván                           |
| II. Anyakönyvvezető | Miki Manojlovic  | Tahi Tóth László                        |
| Sofőr |                  | Gesztesi Károly                         |
| Dadan nővérei |                  | Antal Olga Koffler Gizi Németh Borbála  |
| Vámtiszt | Stojan Sotirov   | Kránitz Lajos                           |
| Testőr |                  | Janovics Sándor                         |
| Grga Mali | Adnan Bekir      | Szvetlov Balázs                         |
| Ida barátnője | Desanka Kostić   | Molnár Melinda                          |
| Szabó |                  | Katona Zoltán                           |
| Kocsmáros |                  | Vizy György                             |
| Fekete Obeliszk műsorvezető |                  | Kardos Gábor                            |
| Matróz |                  | Pethes Csaba                            |
| Fagyis |                  | Horváth Lencsi                          |
| Nővér |                  | Csampisz Ildikó                         |
| Őr |                  | Sótonyi Gábor                           |
| Grga Pitić embere |                  | Garai Róbert                            |
| Cigány |                  | Végh Ferenc                             |
| Pincér |                  | Vári Attila                             |
| Dadan női |                  | Erdős Borcsa Oláh Orsolya Solecki Janka |
| Gyerekek |                  | Czető Roland Pálmai Szabolcs            |
| További magyar hangok |                  |                                         |
| Bálint Sugárka, Bodrogi Attila, Bolla Róbert, Erdélyi Mari, Grúber Zita, Koroknay Simon Eszter, Sallai Tibor, Seder Gábor, Szinovál Gyula |                  |                                         |

## Filmzene

### A filmzenei album dalai
- Bubamara
- Duj Sandale
- Railway Station
- Jek di Tharin II
- Daddy, Don't Ever Die on a Friday
- Bubamara
- Daddy's Gone
- Long Vehicle
- Pit Bull Terrier
- El Bubamara Pasa
- Ja Volim Te Jos/Meine Stadt
- Bubamara Tree Stump
- Jekdi Tharin
- Lies
- Hunting
- Dejo Dance
- Bulgarian Dance
- Bubamara Sunflower
- Black Cat White Cat

### A filmben elhangzó további dalok
- Where Do You Go (No Mercy)
- Nowhere Fast (Fire Inc.)
- Money, Money, Money (ABBA)
- Ne dolazi
- Dunaveki vali
- Lubenica
- Jek Ditharin (Braca Lavaci)
- Von cerena todikano svato (Ljubica Adzovic)
- An der schönen blauen Donau (Belgrade Philharmonic Orchestra)

## Díjak és jelölések
Velencei Nemzetközi Filmfesztivál (1998)
- díj: Laterna Magica-díj – Emir Kusturica
- díj: Kis Arany Oroszlán – Emir Kusturica
- díj: Ezüst Oroszlán (legjobb rendező) – Emir Kusturica
- jelölés: Arany Oroszlán – Emir Kusturica

Európai Filmdíj (1998)
- jelölés: legjobb operatőr – Thierry Arbogast

Goya-díj (2000)
- jelölés: legjobb európai film

## Érdekesség
Rácz Zsuzsa Állítsátok meg Terézanyut! című regényének a végén a film zenéjére táncolnak, és a szerző Köszönetnyilvánításában szerepel többek között Emir Kusturica neve is.